# Montaldo Bormida
Montaldo Bormida és un municipi situat al territori de la província d'Alessandria, a la regió del Piemont (Itàlia).
Limita amb els municipis de Carpeneto, Orsara Bormida, Rivalta Bormida, Sezzadio i Trisobbio.